# Jemieljan Jarosławski

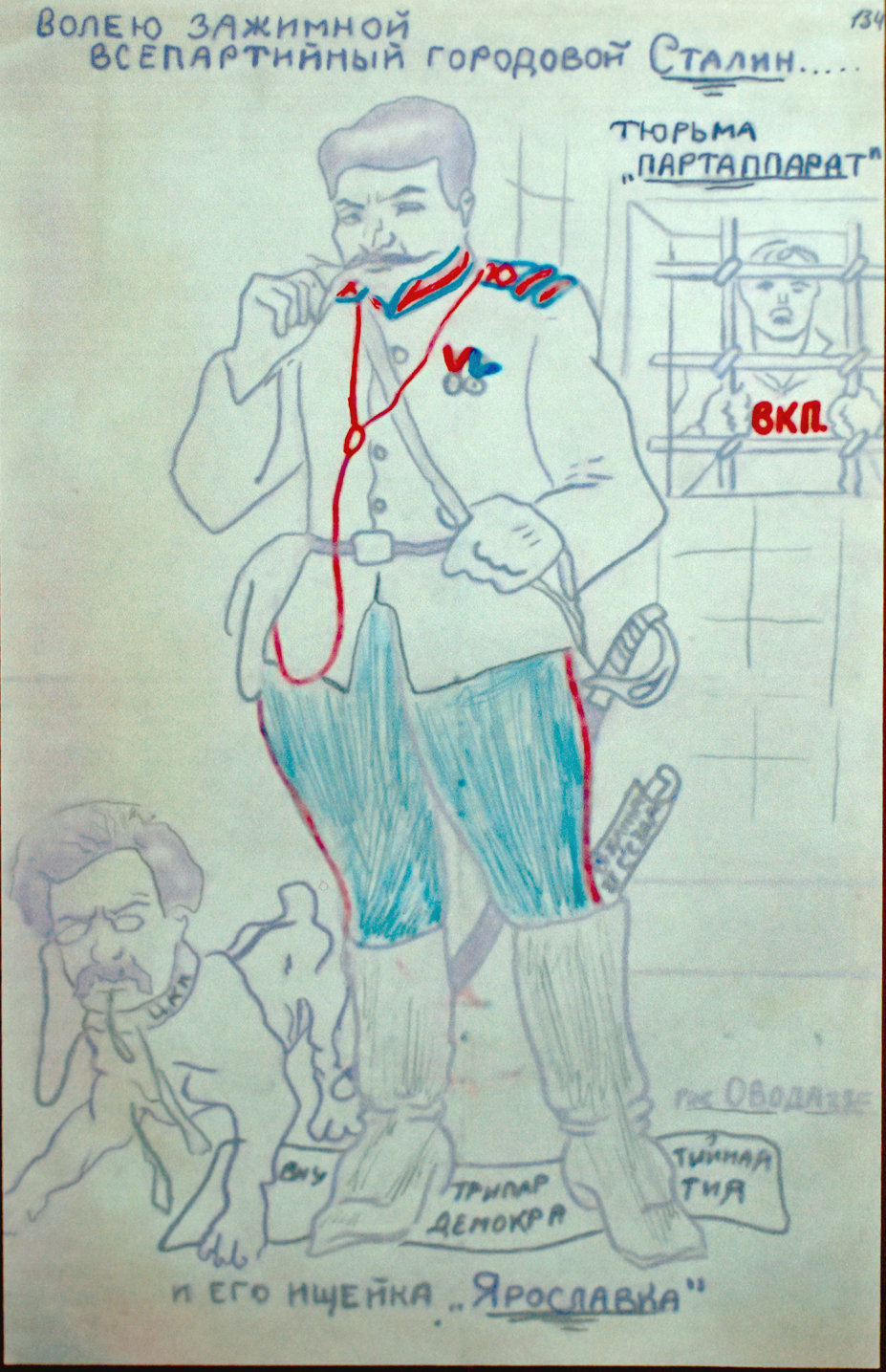
Karykatura Stalina i Jarosławskiego rozpowszechniana przez Lewicową Opozycję po XV zjeździe WKP(b) (1927)

Jemieljan Michajłowicz Jarosławski (ros. Емелья́н Миха́йлович Яросла́вский), właśc. Miniej Izrailewicz Gubelman (ros. Мине́й Изра́илевич Губельма́н; ur. 19 lutego?/3 marca 1878 w Czycie, zm. 4 grudnia 1943 w Moskwie) – radziecki polityk, dziennikarz, historyk i akademik żydowskiego pochodzenia. Sekretarz KC RKP(b) (1921), założyciel i przewodniczący (1925–1943) Związku Wojujących Bezbożników, organizator walki z religią w ZSRR, kierownik wielu antyreligijnych wydawnictw.

## Życiorys
Urodził się na Syberii w żydowskiej rodzinie zesłańca. Ukończył szkołę miejską, 1898 wstąpił do SDPRR, 1899–1901 odbywał służbę w rosyjskiej armii, 1901–1902 przebywał za granicą, 1903 aresztowany i zwolniony. W kwietniu 1904 ponownie aresztowany, w grudniu 1904 zwolniony, w lutym 1905 aresztowany i 24 czerwca 1905 zwolniony, w marcu 1906 aresztowany, w kwietniu 1906 zbiegł. W 1907 aresztowany i w 1908 skazany na 7 lat katorgi zamienione na 5 lat; karę odbywał m.in. w Butyrkach, od 1913 do marca 1917 przebywał w Jakucku, gdzie 1915 był ochroniarzem muzeum, później kierownikiem stacji meteorologicznej. Podczas zesłania poznał swoją przyszłą żonę, również rewolucjonistkę Kławdiję Kirsanową. 19 marca 1917 wraz z innymi zesłańcami amnestionowany przez Rząd Tymczasowy po rewolucji lutowej i obaleniu caratu. 
Od maja 1917 przewodniczący Rady Jakuckiej, w listopadzie 1917 członek Moskiewskiego Komitetu Wojskowo-Rewolucyjnego, później komisarz Kremla, 1918–1919 pełnomocnik KC RKP(b) do przeprowadzania mobilizacji do Armii Czerwonej. Od 23 marca 1919 do 8 marca 1921 zastępca członka KC RKP(b), od 25 października 1919 do marca 1920 przewodniczący permskiego gubernialnego komitetu RKP(b), od kwietnia 1920 do 1921 członek Syberyjskiego Biura KC RKP(b), od 16 marca 1921 do 17 kwietnia 1923 członek KC RKP(b). Od 16 marca do 8 sierpnia 1921 sekretarz KC RKP(b) i członek Biura Organizacyjnego KC RKP(b), 1921–1923 ponownie członek Syberyjskiego Biura KC RKP(b), od 25 kwietnia 1923 do 26 stycznia 1934 członek Centralnej Komisji Kontrolnej RKP(b)/WKP(b), od 26 kwietnia 1923 do 26 stycznia 1934 członek jej Prezydium, a od 26 kwietnia 1923 do 2 grudnia 1927 członek jej Sekretariatu, 1923–1924 członek Kolegium Ludowego Komisariatu Inspekcji Robotniczo-Chłopskiej ZSRR. Od czerwca 1924 do 26 stycznia 1934 członek i sekretarz Kolegium Partyjnego Centralnej Komisji Kontrolnej RKP(b)/WKP(b), od września 1928 do lipca 1935 zastępca członka Komitetu Wykonawczego Kominternu, od 1931 przewodniczący Wszechzwiązkowego Stowarzyszenia Starych Bolszewików, redaktor „Istoriczeskiego Żurnala”, od 10 lutego 1934 do 10 marca 1939 członek Biura i sekretarz Komisji Kontroli Partyjnej przy KC WKP(b). Od 1939 kierownik katedry historii Wyższej Szkoły Partyjnej przy KC WKP(b), członek kolegium redakcyjnego gazety „Prawda”, członek kolegium redakcyjnego gazety „Bolszewik” i kierownik grupy lektorskiej Zarządu Propagandy i Agitacji KC WKP(b), od 21 marca 1939 do śmierci członek KC WKP(b), od 1941 członek Rady Propagandy Wojskowo-Politycznej przy Głównym Zarządzie Politycznym Armii Czerwonej. Deputowany do Rady Najwyższej ZSRR 1 kadencji. Odznaczony Orderem Lenina, laureat Nagrody Stalinowskiej (1943).
Brał aktywny udział w propagowaniu leninizmu i opracowywaniu leninowskiej spuścizny teoretycznej, badał problemy naukowego ateizmu.
Pochowany na Cmentarzu przy Murze Kremlowskim.